# 文廷式
文廷式（1856年12月23日—1904年10月3日），字道希，号芸閣，江西萍乡人，生于广东潮州。光緒八年壬午科顺天乡试中举第三名，光緒十六年（1890年）庚寅恩科进士榜眼，清翰林，政坛“清流派”领袖之一，帝党重要人物，與福山王懿荣、南通張謇、常熟曾之撰並稱“四大公车”。

## 生平
咸丰六年十一月二十六日，文廷式生于潮州，当时其祖父文来任潮州知府。同治十一年，在广州菊坡精舍师从陈兰甫。光绪七年，入张树声幕下。八年，应试中举。十二年，参加会试不第，与陈三立、易顺鼎等交游，此时文廷式的已经名声在外。光绪十六年（1890年）文廷式考取進士，授翰林院編修。累升侍读学士，兼日講起居注官。曾任珍妃、瑾妃老師，与汪鸣銮、张謇等被称为“翁（同龢）门六子”，是帝党重要人物。
甲午战争期间多次上疏反对对日求和，中日宣战後與張百熙等五十馀名京官上《聯衔纠参督臣植黨疏》，参奏李鸿章及其同僚盛宣懷、張士彬、丁汝昌、衞汝贵、龚照玙、劉含芳、李經方等。光绪二十一年（1895年）《马关条约》签订之后，支持康有为组织强学会，探讨强国之路。次年二月十六（当日内官寇连材被处死），遭御史杨崇伊以交通内监参劾，第二天文即被革职驱逐出京，永不叙用。
光绪二十四年（1898年）戊戌政变后，清先乘坐张之洞的楚才号轮船北上，到了镇江时慈禧已复权，密电访拿，江西巡抚翁曾桂以及刘坤一等捉拿不成，文廷式隐匿于湘潭。不久依靠陈三立、蔡乃煌的谋划，由湘潭至汉口，又在日本驻上海外交官小田切万寿之助的帮助下来到上海。二十六年（1900年）正月十一日赴日本，同年三月十二日回国，期间与日本汉诗人永井久一郎往来，为其《西游诗续稿》作序。回国后，与容闳、严复、章太炎等，参加唐才常召开的“国会”。唐才常的自立军起义失败后，清廷复下令“严拿”。此后数年，文廷式颠沛流离于萍乡、上海、南京、长沙之间。光緒三十年（1904年）八月二十四日，卒于萍乡家中。葬於楊岐山。

## 著作
著杂记《纯常子枝语》40卷。另有《中興政要》1卷，《雲起軒詞鈔》1卷，《大元倉庫記》1卷，并著有《闻尘偶记》、《知过轩日
钞》、《知过轩随笔》、《旅江日记》、《南轺日记》（轺：念“摇”）。
曾譯《鐵木真帖木兒用兵論》2編27章。为道光丙申（1836年）恩科进士、镶黄旗满洲词人承齡的《大小雅堂诗集》作跋。

## 傳聞
叶德辉記載，文廷式從清翰林院盗走百餘册《永乐大典》；不过依据钱仲联《文廷式年谱简编》的說法，这些永乐大典是文廷式于光绪十三年在北京借阅时的手抄本。另傳其與梁鼎芬妻子有染，但梁鼎芬完全不在意，竟由他们而去。赵铁寒在整理文廷式的诗文时下了很大功夫，据他所言文廷式有随意取斋名的坏习惯，有时一册笔记同一内容都会有两种不同命名，而且文廷式用中古时笔附于文的写法，不把诗词和文章分开，导致整理他的作品难度增加。

## 紀念
香港原居民五大家族的文氏，原籍江西，分別在新田大夫第、麟峯文公祠和泰亨善慶書室等建築牆上掛上文廷式「榜眼及第」牌匾。